# Canthidium tricolor
Canthidium tricolor är en skalbaggsart som beskrevs av Vladimir Balthasar 1939. Canthidium tricolor ingår i släktet Canthidium och familjen bladhorningar. Inga underarter finns listade.